# Církev československá husitská na Slovensku
Církev československá husitská na Slovensku (slovensky Cirkev československá husitská na Slovensku) je církev uznaná a registrovaná Slovenskou republikou podle zákona č. 308/1991 Sb. Z hlediska vnitrocírkevní organizační struktury Církve československé husitské je její jediná slovenská diecéze se sídlem v Bratislavě jednou z celkem šesti diecézí, prvních pět diecézí působí na území historických zemí v rámci církve registrované na území České republiky. Bratislavskou diecézi tvoří 4 náboženské obce (NO), diecézní rada sídlí na adrese Konventná 11, 811 03 Bratislava.

## Historie

### Etapa 1920-1925
Po vzniku Církve československé (CČS) 8. 1. 1920 probíhalo formování jejích organizačních struktur na teritoriu Slovenska a Podkarpatské Rusi v odlišných, dějinně determinovaných podmínkách, než tomu bylo v historických zemích. Byly dány především tehdejším politickým, společenským, ekonomickým, sociálním i duchovním stavem tamní společnosti, po staletí formované příslušností k Uherskému království s maďarskou hegemonií. Rozhodujícími faktory, které vedly k ustavování tamějších NO, se staly jednak misijní cesty do slovenských a podkarpatoruských měst i vesnic organizované ústředím církve i vznikajícími diecézemi, hlavně však příchod českých státních úředníků, soudců, policistů, důstojníků, celníků, učitelů, poštovních zaměstnanců a železničářů s rodinami. Ti nahradili převážně maďarsky orientovanou byrokracii v době, kdy domácí zdroje nebyly schopny pokrýt požadavky na vybudování demokratické státní správy mladého československého státu na území nově vytvořených (původně uherských) samosprávných zemí Slovensko a Podkarpatská Rus.

### Léta 1925-1938/39
Ačkoli se CČS stala církví státem uznanou již 15. 9. 1920, legislativní chyba v povolovacím výnosu (odvolání na § 2 zákona č. 68/1874, který se nevztahoval na někdejší uherskou část monarchie) jí neumožnil až do roku 1925 zakládat na Slovensku a Podkarpatské Rusi registrované (státem uznané) náboženské obce. Ty však v obou regionech vznikaly již od založení církve, po vydání vyhlášky ministra školství a národní osvěty č. 193/1925 Sb. z. a n. z 22. 9. 1925 dosáhly postupně státního uznání následující NO:

#### Slovensko
• Bratislava (1927) • Brezno nad Hronom (1928) • Košice (1928) • Liptovská Osada (1928) • Nové Zámky (1928) • Spišská Nová Ves (1929) • Zvolen (1930) • Žilina (1930) • Michalovce (1931) • Trenčín (1932) • Trnava (1932) • Nitra (1934) • Bratislava-Petržalka (1935) • Prešov (1937)

#### Podkarpatská Rus
• Užhorod (1927) • Chust (1928) • Mukačevo (1931) • Slatinské Doly (1931)

V obvodu působnosti jednotlivých NO pak existovala řada míst, kde se konaly bohoslužby a vyučovalo náboženství, např. Blahova Dedina (dnes Blahová), Macov (NO Bratislava); Šahy, Lučenec, Fiľakovo, Levice (NO Zvolen); Rimavská Sobota, Rimavská Seč, Bottovo, Rožňava (NO Brezno nad Hronom, dnes Brezno). Celkem bylo v tamních NO a jejich 54 bohoslužebných střediscích registrováno 21 000 věřících.

V průběhu 2. zasedání I. řádného sněmu Církve československé (1931) bylo rozhodnuto o zřízení samostatné diecéze pro Slovensko a Podkarpatskou Rus, duchovní správu ústředí církve svěřilo moravskému (olomouckému) biskupovi ThDr. Josefu Rostislavu Stejskalovi. Vzhledem k administrativním průtahům státních orgánů a událostem vedoucím k pozdějšímu rozpadu Československé republiky nebylo rozhodnutí sněmu v průběhu let 1931–1939 realizováno.

### Období 1938/39-1945
Mnichovská dohoda z 30. 9. 1938 vedla nejen k odstoupení českého a moravského historického pohraničí hitlerovskému Německu, územní nároky uplatnily také Polsko (Těšínsko-Zaolzie, části Oravy, Spiše, Kysuc a Šariše) a Maďarsko, které po arbitrážních jednáních ve Vídni již v listopadu 1938 anektovalo část jižního a východního Slovenska i jihozápad Podkarpatské Rusi. Na všech obsazených teritoriích došlo k zániku NO CČS, po vzniku Slovenské republiky 14. 3. 1939 a maďarské okupaci zbytku Podkarpatské Rusi byla na obou územích veškerá činnost CČS zakázána a její majetek vyvlastněn.

### Poválečný vývoj
Po roce 1945 byla oficiálně obnovena činnost pouze bratislavské náboženské obce, až do roku 1988 však neměla svého duchovního správce a byla v letech 1947–1988 administrována hodonínským farářem CČSH Vlastimilem Drtinou. Členům před válkou existujících NO poskytovali služby ad hoc externí duchovní působící v historických zemích. Po komplikovaných a dlouhotrvajících jednáních mezi tehdejšími orgány státní správy a vedením církve byl v roce 1988 ustanoven farářem NO CČSH v Bratislavě ThDr. Jan Hradil, následně se stal vikářem pro duchovní správu území SSR (1989), od roku 1990 pak generálním vikářem. Se změnou společenských poměrů po roce 1989 byla zvolena Rada generálního vikariátu CČSH na Slovensku (1992), po rozdělení ČSFR a rozhodnutí třetího zasedání VII. řádného sněmu CČSH (27. – 28. 7. 1994) obnovit usnesení z roku 1931 o zřízení samostatné slovenské diecéze došlo v roce 2000 k jejímu ustavení. Prvním slovenským biskupem se v témže roce stal ThDr. Jan Hradil, ve své funkci byl potvrzen volbou 6. 5. 2007. Mimořádné diecézní shromáždění jej dne 16. 3. 2014 opětovně zvolilo biskupem bratislavské diecéze na volební období 2014–2021.

## Současnost
Diecézi Církve československé husitské na Slovensku se sídlem v Bratislavě tvoří nyní tyto náboženské obce (farnosti): Bratislava, Košice, Martin a Vídeň. Zajišťuje duchovní správu ve věznici v Sučanech a je členem Ekumenické rady církví ve Slovenské republice. Podle údajů ze sčítání obyvatel SR z května 2011 se k ní hlásí 1 782 věřících.